# Designskolen Kolding
Designskolen Kolding er en designskole i Kolding, Danmark. Skolen, der blev grundlagt i 1967, tilbyder bachelor- og kandidatuddannelse inden for mode og tekstil, industrielt design, kommunikationsdesign, accessory design og design for play (sidstnævnte udbydes kun som kandidatuddannelse). Skolen er en selvejende institution under Ministeriet for Forskning, Innovation og Videregående Uddannelse.

## Uddannelsen
Uddannelsen er opdelt i en tre-årig bacheloruddannelse og en to-årig kandidatuddannelse og tilbyder desuden Ph.d.-uddannelse og efteruddannelsesforløb.
Herudover udbyder skolen i samarbejde med Syddansk Universitet en kandidatuddannelse i Designledelse (ansøgning sker til SDU) og er vært for Copenhagen Institute of Interaction Designs (CIID) masteruddannelse i interaktionsdesign.

## Historie
Designskolen Kolding blev grundlagt i 1967 som en del af Teknisk Skole i Kolding. Senere blev skolen selvstændig og skiftede navn til Kunsthåndværkerskolen i Kolding. I 1998 skiftede skolen navn til Designskolen Kolding. Skolen fik i 2010 universitetsstatus.